# پل لندن (فیلم)
«پل لندن» (انگلیسی: London Bridge (film)) یک فیلم است که در سال ۲۰۱۴ منتشر شد.